# 財政健全化
財政健全化（ざいせいけんぜんか）とは、財政を、その目的とする機能である「資源配分機能」と「所得再分配機能」と「経済の安定化機能」の三つをしっかりと持続的に果たしている状態健全財政にする活動である。

## 財政が果たすべき三機能の具体的内容
資源配分機能について
民間の経済活動だけでは満たせない公共的な需要を満たすために行なう資源配分の機能である。公共的な需要とは、ダムや堤防などの社会インフラのように対価を支払わない者も利益を得てしまうので民間の経済活動には適さない分野や、警察や国防や水道のように民間に任せたのでは国家の安定が損なわれる危険がある分野や、道路や鉄道のようにネットワークですべてが結合していた方が効率が良くなるが、すべてを結合してしまい特定の民間事業者に独占されると不都合な分野における需要である。このような公共需要を満たすために供給されるものは、公共財・サービスであるので、資源配分機能とは公共財・サービスの供給機能とも言える。
所得再分配機能について
政府の収入と支出を通じて、個人間の所得の格差が一定範囲内に収まるように調整する機能である。具体的には、所得税や相続税における累進課税制度等により高額所得者や相続財産の大きい人にはより重く課税し、低所得者や相続財産の小さい人にはより軽く課税する。そして、支出においては生活保護費、年金などの社会保障給付などにおいて低所得者や心身障碍者等により多くの経費を振り向ける。消費税は低所得者ほど負担が重くなる逆進性があるので、所得再分配機能とは逆行するものである。
経済の安定化機能について
好況・不況という景気の変動をできるだけ少なくしながら安定的に経済成長をすることで、世界における自国の経済的地位および経済的地位の基礎となる軍事的地位の維持・向上を安定的に実現する機能である。景気の良いときは，個人（家計）や法人（企業）の経済活動は活発となり,利益（所得）が多くなる。利益が多くなると累進課税制度等により税金の負担額も増えるため，その分投資や消費にまわる資金が減ることから，景気の過熱に自動的にブレーキがかかる。逆に景気の悪いときは，経済活動は冷えこみ，利益（所得）が少なくなる。利益が少なくなると累進課税制度等により租税の 負担額も減るため，その分投資や消費にまわる資金が増えることから，景気の落ち込みを緩める。不況の時には政府支出の増加や減税を実行して経済全体の総需要を増やし、逆に景気が過熱している時にはできるだけ歳出を削減したり増税をする。

## 不健全な財政を健全な財政にした事例

### 高橋是清による財政健全化
大蔵大臣の高橋是清が実行した，いわゆる高橋財政（1931年12月から1936年2月）によって，日本は世界に先駆けて，恐慌（日本では，昭和恐慌と呼ばれる）からの脱出に成功し，高い経済成長率と緩やかなインフレという世界的に見ても抜群のパフォーマンスを達成した。
1920年から1929 年の10年間は，実質成長率の平均が1.9％へと第1次大戦期の4分の1に低下し，消費者物価指数は年率平均でマイナス1.6％にまで低下するなどデフレが進行した．この間，株価は64％も下落した。（中略）
さらに1930年から1931年にかけては，金輸出解禁（金本位制への復帰）とその後の米国発の大不況の影響も受けて，日本経済は昭和恐慌に陥り，名目成長率と実質成長率の年平均は，それぞれマイナス9.6％と0.7％へと低下し，物価はマイナス11％もの下落を記録した。
ところが，1931年12月から1936年2月までの高橋財政期は，2％の緩やかなインフレの下で， 実質経済成長率は7.2％，株価は70％も上昇した．1920～29年の長期低迷期と比べて，高橋財政期は抜群の経済パフォーマンスを実現した。
高橋が採用した主要な政策は，①金本位制の停止（＝金輸出再禁止），②積極的な政府支出による需要面の下支え（緊縮財政の放棄），③赤字国債の発行とその日銀引受による金融緩和であった。
これは，「清算主義＋デフレ」レジームである「井上財政」から，今日「高橋財政」（正確には，高橋財政金融政策）と呼ばれる，新たな政策へのレジーム転換であった。

## 財政法4条による財政健全化の阻害
- また、財政法4条により、経済の安定化機能や政府が本来出すべき必要な支出が阻害されおり、財政法第4条の制限を回避するため、特例公債法が毎年のように制定され、結果として財政規律は形骸化している。